# Смолигів
Смоли́гів — село в Україні, у Торчинській селищній громаді Луцького району Волинської області. Населення становить 496 осіб.

## Історія
Село входило до Володимирського повіту Волинського воєводства, Володимир-Волинського повіту Волинської губернії, Горохівського повіту Волинського воєводства.
З 15 грудня 1926 року село Смолигів вилучене з гміни Киселин Горохівського повіту і включене до гміни Торчин Луцького повіту.
2015-2020 р. було центром Смолигівської сільської територіальної громади.

## Населення
Згідно з переписом УРСР 1989 року чисельність наявного населення села становила 509 осіб, з яких 224 чоловіки та 285 жінок.
За переписом населення України 2001 року в селі мешкало 495 осіб.

### Мова
Розподіл населення за рідною мовою за даними перепису 2001 року:
| Мова       | Відсоток |
| ---------- | -------- |
| українська | 99,60 %  |
| російська  | 0,40 %   |

## Пам'ятки археології
На території села відомі наступні пам'ятки археології:
- На східній околиці села, на правому березі Серни — двошарове поселення тщинецько-комарівської культури і лежницької групи ранньозалізного часу. Знайдено бронзову сокиру та тягарці для ткацького верстату. Відкрите розвідкою М. М. Кучинка, Д. Н. Козака і М. Матіюка у 1975 році.
- За 1 км на північний схід від села, на схід від колишнього хутора Прогонів — поселення празько-корчацької культури VI—VII ст. слов'янського часу. Воно знаходиться на острівку овальної форми розміром 80×100 м серед заплави правого берега безіменного струмка (лівосторонній доплив Серни) висотою до 3 м над рівнем заплави. Пам'ятку зафіксовано за 150 м на північ від шосейної дороги сполученням Луцьк-Володимир-Волинський.
- За 0,5 км на схід від села та за 0,3 км на південний захід від шосейного мосту — поселення культури лінійно-стрічкової кераміки. Воно розміщене на схилі першої надзаплавної тераси правого берега безіменного струмка висотою 2-3 м над рівнем заплави на відстані 0,3 км на північ від соснового лісу.
- На північній околиці, поруч із заводом «Нестле» та частково на його території — багатошарове поселення фракійського гальштату, давньоруського періоду та пізнього середньовіччя. Під час обстеження Волинської ОАСУ 2007 року виявлено фрагменти посуду епохи раннього заліза. Поселення частково знищене під час будівництва заводу у 2008—2009 роках.

## Пам'ятки архітектури

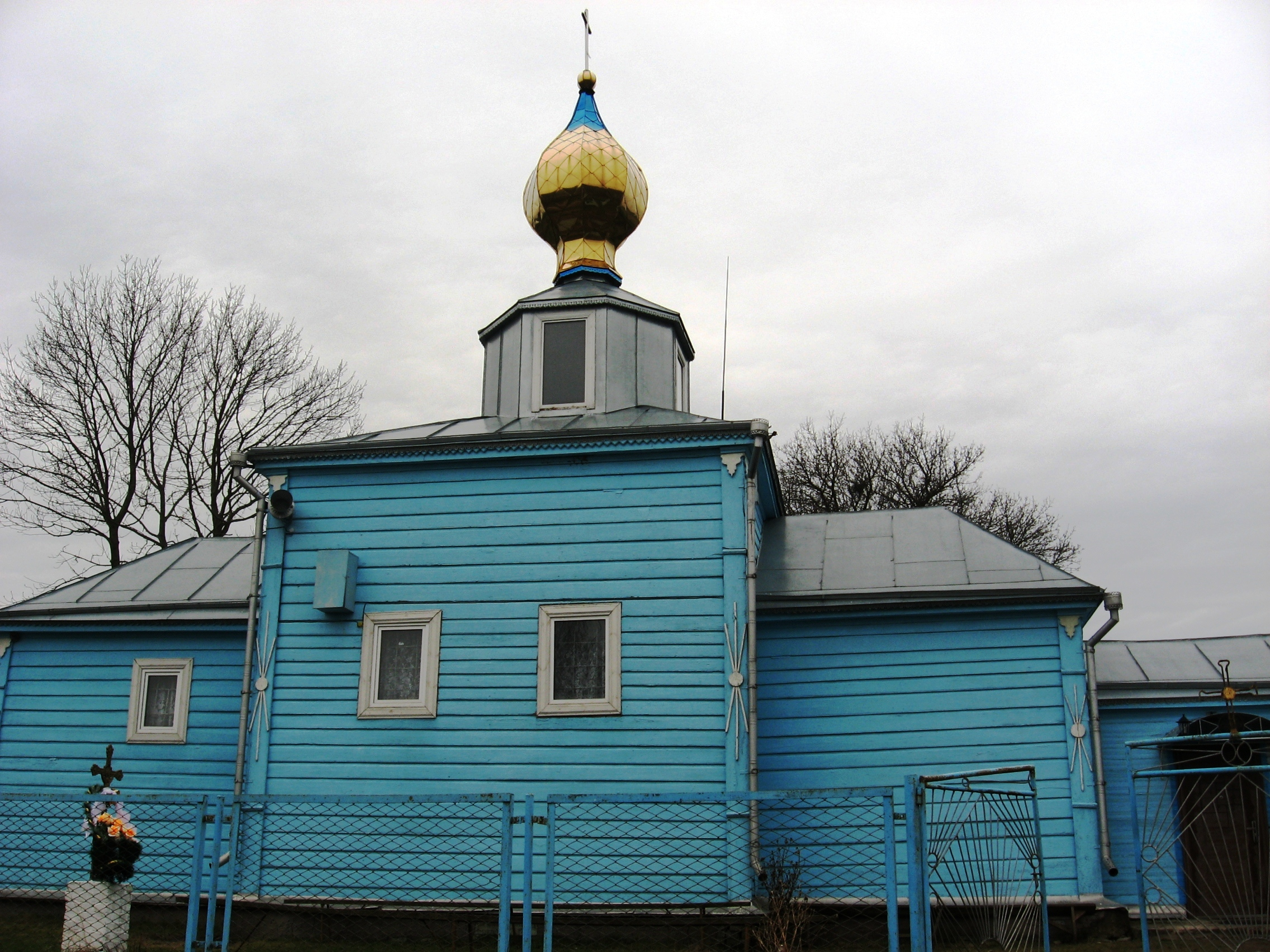
Свято-Миколаївська церква, 1743

- Свято-Миколаївська церква, побудована у 1743 році як греко-католицький храм. Дата вирізана над входом. Пам'ятка належить до архаїчного типу дерев'яних волинських церков. Характерний тризрубний план церкви відрізняється несиметричністю — апсида значно довша від бабинця (однакові за висотою). Останній не має вікон — древня особливість дерев'яної церкви, що рідко зустрічається у теперішній час. Високий центральний зруб перекритий стелею, увінчаний псевдо восьмигранником з низьким шатровим дахом (XIX—XX ст.). Зруби складені з брусів, поставлені на кам'яний фундамент.

Не зважаючи на те, що церква є пам'ятником архітектури національного значення, тут були проведені самовільні ремонтні роботи та добудована на даху баня у нехарактерних для храму стилі, формі та колористиці.

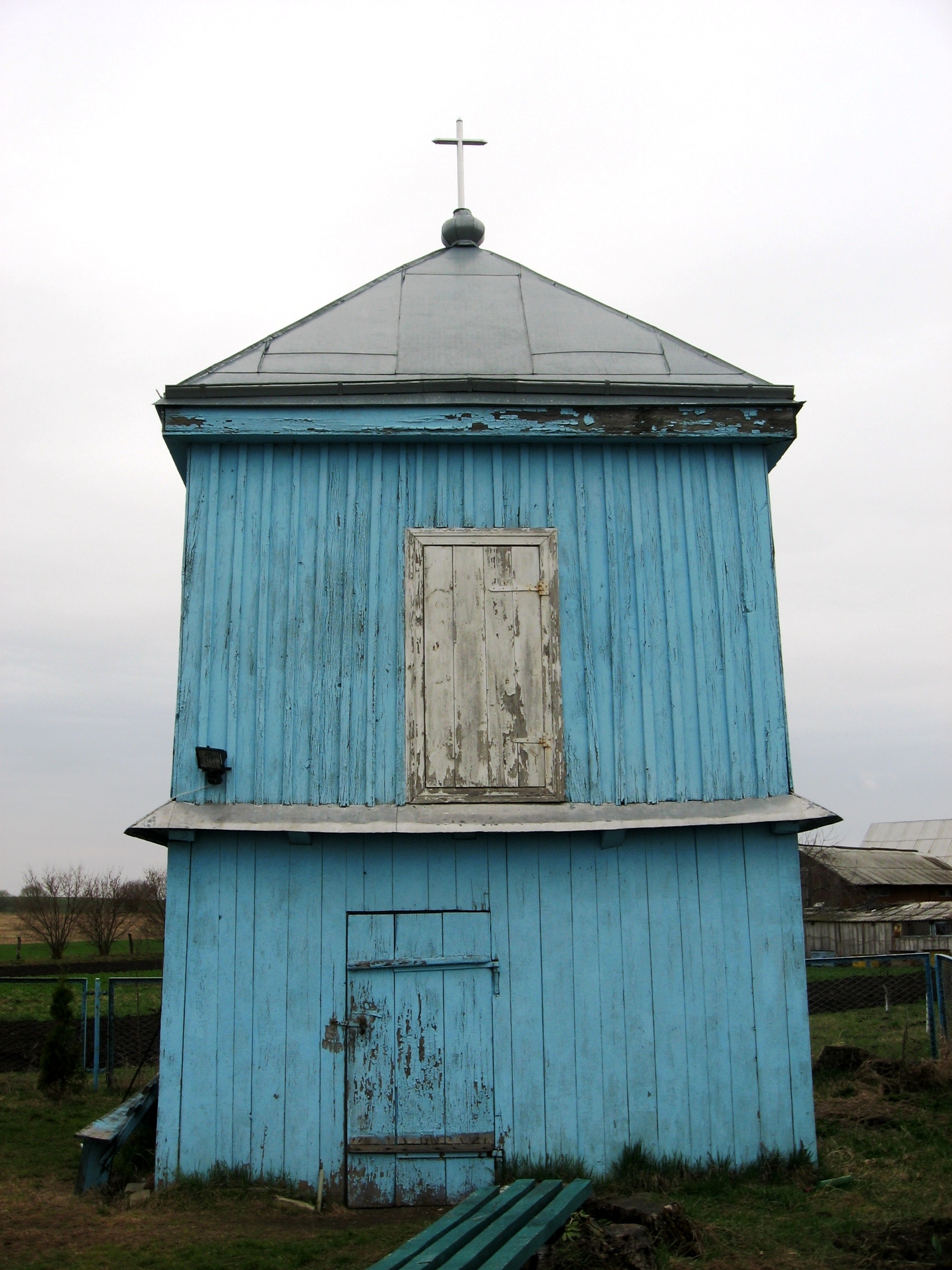
Дзвіниця Свято-Миколаївської церкви, XVIII ст.

- Дзвіниця Свято-Миколаївської церкви (XVIII ст.) квадратна у плані, двоярусна (четверик на четверику). Нижній ярус — рублений (XVIII ст.), верхній — каркасної конструкції (XX ст.).

## Новітня історія
3 серпня 2015 року в Смолигові відбулося урочисте відкриття дошкільного навчального закладу «Казка».